# Eriosema griseum
Espèce
Synonymes
- Eriosema griseum var. togense (Taub.) Jacq.-Fél.[1]

Eriosema griseum est une espèce de plantes à fleurs de la famille des Fabaceae et du genre Eriosema, présente en Afrique tropicale, du Sénégal au Nigeria, en République centrafricaine et en Ouganda, au sud de l'Angola, au sud de la République démocratique du Congo, en Tanzanie.

## Liste des variétés
Selon The Plant List (3 juin 2020) :
- variété Eriosema griseum var. togense (Taub.) Jacq.-Fél.

Selon Tropicos (3 juin 2020) (Attention liste brute contenant possiblement des synonymes) :
- variété Eriosema griseum var. griseum
- variété Eriosema griseum var. togense (Taub.) Jacq.-Fél.